# 53-я Средне-Боснийская дивизия
53-я Средне-Боснийская дивизия НОАЮ (сербохорв. Педесет трећа средњобосанска дивизија НОВЈ / Pedese treča srednjobosanska divizija NOVJ) — воинское формирование Народно-освободительной армии Югославии, участвовавшее в Народно-освободительной войне против немецких войск.

## История

### Образование
53-я дивизия образована в конце июля 1944 года в Средней Боснии. В её состав вошли 14-я и 18-я Средне-Боснийские бригады, Прняворский, Мотаицкий, Тешаньско-Тесличский и Влашичский партизанские отряды, а также артиллерийский дивизион 11-й ударной бригады. Дивизия подчинялась 5-му Боснийскому корпусу, зона её действий ограничивалась на севере реками Босна, Сава, Врбас и Врбань, а на юге горой Влашич.
Численность бригады после образования составляла 3120 человек. Вооружение: 3059 винтовок, 221 пистолет-пулемёт, 22 пулемёта, 33 миномёта и 10 орудий. В августе 1944 года численность бригады выросла до 6 тысяч человек. Летом 1944 года Тешаньско-Тесличский партизанский отряд был преобразован в отдельную Тешаньско-Тесличскую бригаду, которая с 1 октября 1944 года стала 19-й Средне-Боснийской бригадой. В дивизии был образован Узломацкий отряд, а в конце 1944 года в её состав вошёл и Баня-Лукский партизанский отряд.

### Боевой путь
В августе 1944 года дивизия предоставила один батальон для формирования 1-й бригады боснийско-герцеговинской дивизии Корпуса народной обороны Югославии, расчистила центральную часть оперативной зоны и разгромила силы Средне-Боснийского корпуса Югославской армии на родине и отразила несколько атак с позиций в долинах Босны и Врбаня. С 1 по 7 сентября 1944 года участвовала в разрушении немецких транспортных линий при помощи британской и американской авиации:
- усиленная 21-й Славонской бригадой из 28-й Славонской дивизии, 53-я дивизия прервала сообщение на железной дороге Славонски-Брод — Сараево (разрушено много мостов и путепроводов);
- оказала серьёзное давление на гарнизоны от Дервенты до Маглая своим наступлением;
- освободила города Теслич и Елах (5 сентября), Тешань (8 сентября), Дервента (ночь с 8 на 9 сентября) и ряд железнодорожных станций;
- прорвалась в Маглай 3 сентября и Добой 8—10 сентября и уничтожила 1-ю егерскую бригаду Хорватского домобранства, заставив перейти на сторону партизан 6-й домобранский пехотный полк и удвоив личный состав за счёт притока добровольцев.

С 18 по 28 сентября 53-я дивизия участвовала во второй Баня-Лукской операции: она взяла монастырь Траписте, село Врбань, форсировала Врбас и через Ребровацкий мост вошла в центр Баня-Луки. За это время оперативные подразделения дивизии оборонялись слабыми силами, поэтому Боснийско-Краинский корпус Югославских войск на родине 24 сентября у села Клупе разбил батальон партизан и перебил множество раненых, которых дивизия охраняла на пути в больнице в Масловарах. 92-я моторизованная бригада вермахта 25—27 сентября совершила переход от Дервенты к Прнявору и пробилась в деревню Клашнице. После своего отхода из Баня-Луки 53-я дивизия нанесла поражение 1-му Средне-Боснийскому корпусу и Боснийско-Краинскому корпусу, которые заняли часть партизанских земель, 14 октября предприняла неудачную атаку на Котор-Варош, а 22 октября разрушила снова железную дорогу между Славонски-Бродом и Добоем и заняла все вражеские позиции между Дервентой и Добоем.
С ноября 1944 по февраль 1945 53-я Средне-Боснийская дивизия охраняла освобождённую партизанами территорию. Также с ноября 1944 года силы немецкой группы армий «E» отступали в долине Босны от Сараева к Славонски-Броду, а дивизия обеспечивала транспортную безопасность между Жепче и Маглаем (уничтожила несколько бронепоездов и несколько сотен грузовиков), параллельно отражала атаки соседних гарнизонов и подавляла очаги сопротивления в долинах Врбаса и Босны. 7—8 марта 1945 года дивизия разбила группу югославских четников на Вучьяке и оказала помощь 2-й югославской армии в освобождении всей долины Боснии. 18-я бригада позднее была выведена в состав Зеницкой группы бригад и заняла 11—12 апреля Зеницу. 15 апреля дивизия взяла Жепче, 20 апреля — Котор-Варош.
С 25 апреля и до конца войны 53-я дивизия в составе 3-го боснийского корпуса занималась разгромом четников Дражи Михаиловича и участвовала в разгроме усташей в Оджаке.